# Fissicepheus defectus
Fissicepheus defectus is een mijtensoort uit de familie van de Tetracondylidae. De wetenschappelijke naam van de soort is voor het eerst geldig gepubliceerd in 2006 door Aoki.